# تیجی تاکاهاشی
تیجی تاکاهاشی (به ژاپنی: 高橋 貞二 Takahashi Teiji)؛ ( ۲۰ اکتبر ۱۹۲۶ – ۳ نوامبر ۱۹۵۹) هنرپیشه اهل ژاپن بود. او از سال ۱۹۵۰ تا سال ۱۹۵۹ در بیش از بیست فیلم ظاهر شد. تاکاهاشی در یک حادثه رانندگی درگذشت.
از فیلم‌هایی که وی در آن نقش داشته‌است، می‌توان به اوایل بهار، گل بهاری، گرگ‌ومیش توکیو، تصنیف نارایاما اشاره کرد.